# Klasztor w Mstowie

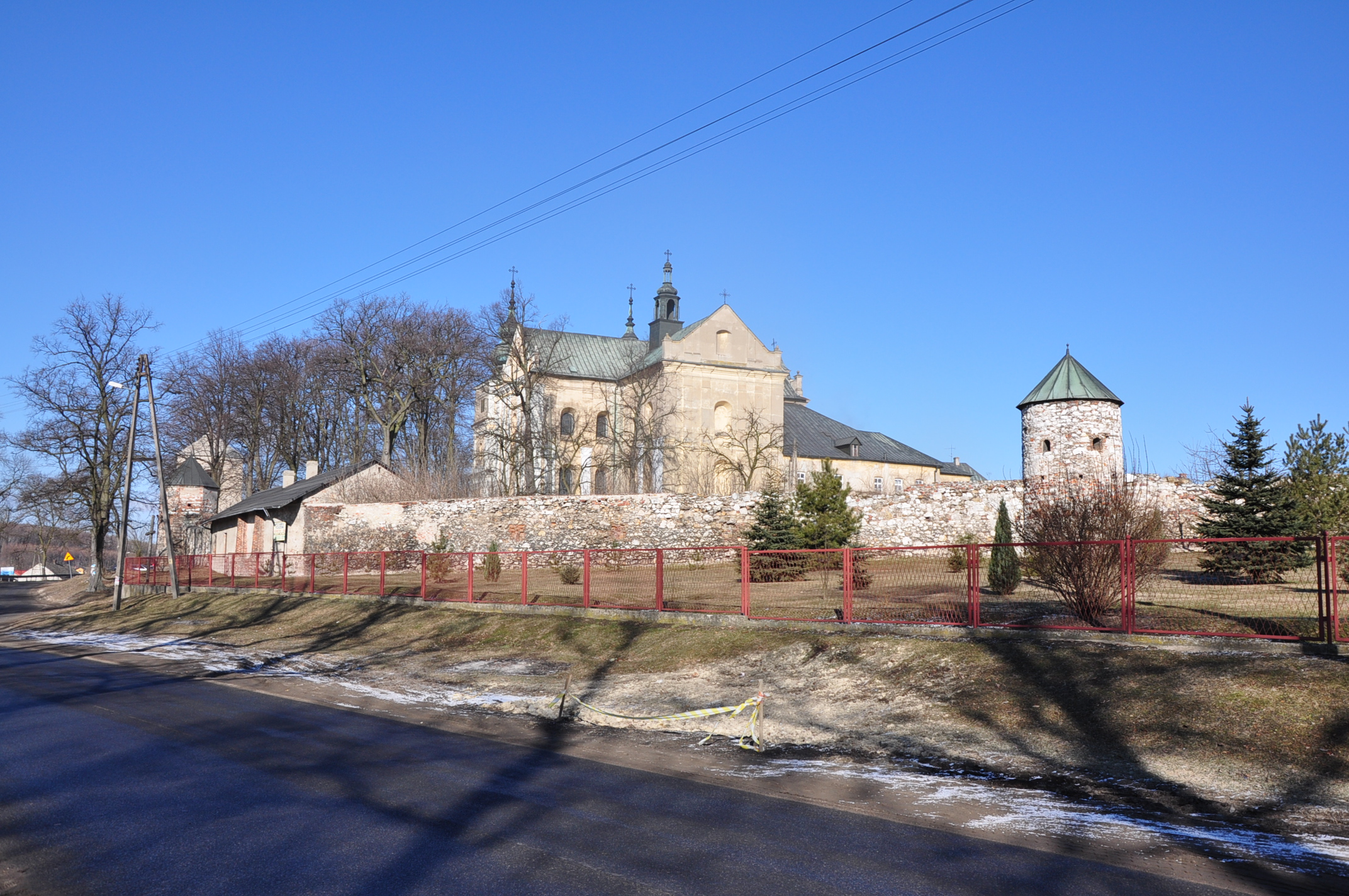
Widok ogólny na zespół klasztorny

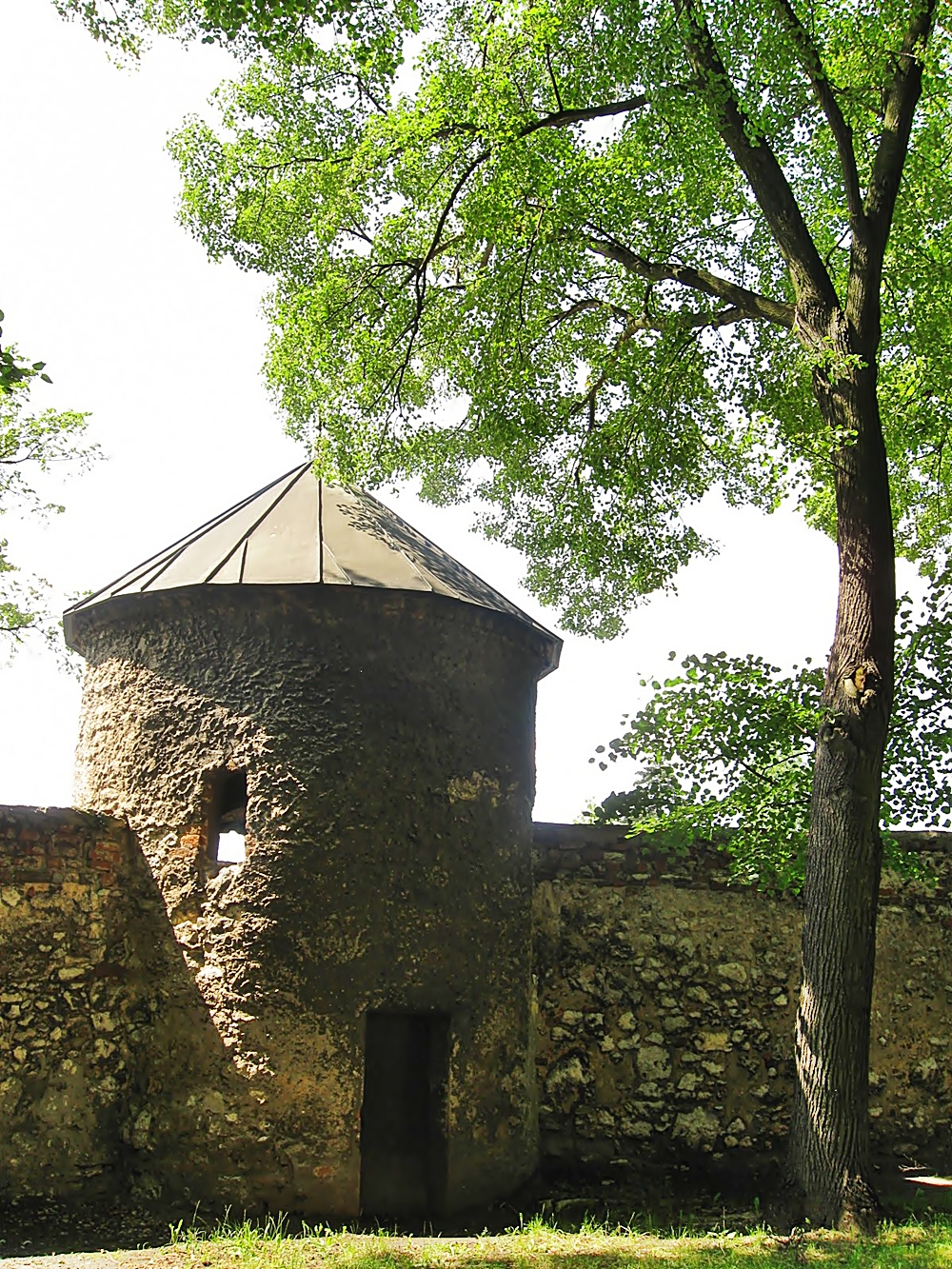
Baszta

Klasztor w Mstowie – zabytkowy, średniowieczny klasztor w Wancerzowie, diecezjalne sanktuarium Matki Boskiej Mstowskiej Miłosierdzia.

## Historia
Klasztor zakonu kanoników regularnych został prawdopodobnie utworzony przez biskupa krakowskiego Iwo Odrowąża w 1218 roku, gdy sprowadził on do Mstowa dwunastu zakonników. Według innej wersji w Mstowie klasztor powstał przed rokiem 1145 z inicjatywy Piotra Włostowica, a biskup Odrowąż jedynie potwierdził wcześniejsze nadania i oddał pod zarząd klasztoru parafię (1220). Początkowo uważano, że pierwszy kościół był drewniany, jednak prace archeologiczne prowadzone od 2010 roku pozwoliły odkryć resztki fundamentów niepasujące do zachowanych fragmentów świątyni gotyckiej, co pozwala założyć, że pierwsza świątynia była kościołem murowanym w stylu romańskim.
Klasztor wzniesiono na lewym brzegu Warty, już na terenie ziemi sieradzkiej, a więc na ziemiach należących administracyjnie do diecezji gnieźnieńskiej, co stało się przyczyną konfliktu kompetencyjnego rozstrzygniętego dopiero w drugiej połowie XV wieku. Ostatecznie klasztor podlegał biskupom gnieźnieńskim, a położona w centrum miasteczka Mstów parafia biskupom krakowskim.
Początkowo klasztor stanowił filię wrocławskiego opactwa na Piasku i uniezależnił się dopiero w na początku XV wieku. Istnienie klasztoru przyczyniło się do dynamicznego rozwoju przyklasztornej osady, która w 1279 roku uzyskała od księcia krakowskiego Bolesława V Wstydliwego prawa miejskie jako pierwsza w regionie. Jako ośrodek nadgraniczny i komora celna Mstów był ważnym ośrodkiem na północy ziemi krakowskiej i w XIII i XIV wieku wielokrotnie stawał się celem wypraw grabieżczych. W związku z tym klasztor obwarowano za pomocą drewnianych umocnień.
W pierwszej połowie XV wieku w miejscu starego kościoła wzniesiono nowy, który w 1441 roku na synodzie w Łęczycy otrzymał rangę kolegiaty, a kilkadziesiąt lat później dostawiono nowe zabudowania klasztorne. Budynek klasztorny pełnił funkcję mieszkalno-sakralne, szkoły parafialnej, szpitala, studium dla kandydatów na księży oraz skryptorium. Biblioteka klasztorna liczyła 3000 ksiąg. Budynki klasztorne wielokrotnie przebudowywano, m.in. na początku XVII wieku fortyfikacje zastąpiono nowymi, kamienno-ceglanymi, które jednak nie obroniły klasztoru w 1655 roku przed Szwedami, którzy po kilkudniowym oblężeniu spalili miasto i klasztor, mordując połowę ludności.
Klasztor gościł królów Władysława Łokietka, Kazimierza Wielkiego, Władysława Jagiełłę (1391), Kazimierza Jagiellończyka (1474), Jana Kazimierza (1665). 
Po pożarze kościoła w 1702 roku kapituła klasztorna podjęła decyzję o budowie nowego, który ukończono w 1742 roku. Jeszcze kilka lat przed zakończeniem tej budowy, w trakcie uroczystości religijnych, pękły filary nawy południowej, w efekcie czego zawaliły się stropy i część murów. Zginęły przynajmniej trzy osoby. Kolejne pożary w obrębie kompleksu klasztornego miały miejsce w latach 1776, 1800 i 1879, ponadto zniszczeń dokonały wojska rosyjskie w 1709 i 1768 roku oraz pruskie w 1789 i 1793 roku. Za każdym razem kościół odbudowywano.
W 1798 lub 1819 roku dobra klasztorne zostały skasowane i przeszły na własność państwa, a w 1823 roku skasowano klasztor, przekazując go księżom parafialnym. W 1914 roku w pomieszczeniach dawnego klasztoru wojska niemieckie broniły się przed Rosjanami, którzy zbombardowali niemieckie pozycje, częściowo burząc zabudowania.
W latach 1925–1936 mstowski proboszcz odrestaurował obiekty klasztorne i zrekonstruował mury obronne, przywracając im XVII-wieczną formę. Po II wojnie światowej prowadzono wokół zabudowań klasztornych drobne prace i trzykrotnie odnajdywano w jego pobliżu monety z XIV-XVI wieku, łącznie blisko tysiąc sztuk.
W 1990 roku klasztor w Mstowie został ponownie przekazany kanonikom laterańskim.

## Architektura

### Kościół
Pierwszy kościół został zbudowany w stylu romańskim, przypuszczalnie w XII wieku. W XV wieku kościół został przebudowany w lub zbudowany od podstaw stylu gotyckim, a w pierwszej połowie XVIII stulecia na jego fundamentach zbudowano nowy, trójnawowy kościół w stylu barokowym z dwiema wieżami, podwyższonymi na przełomie XIX i XX wieku.

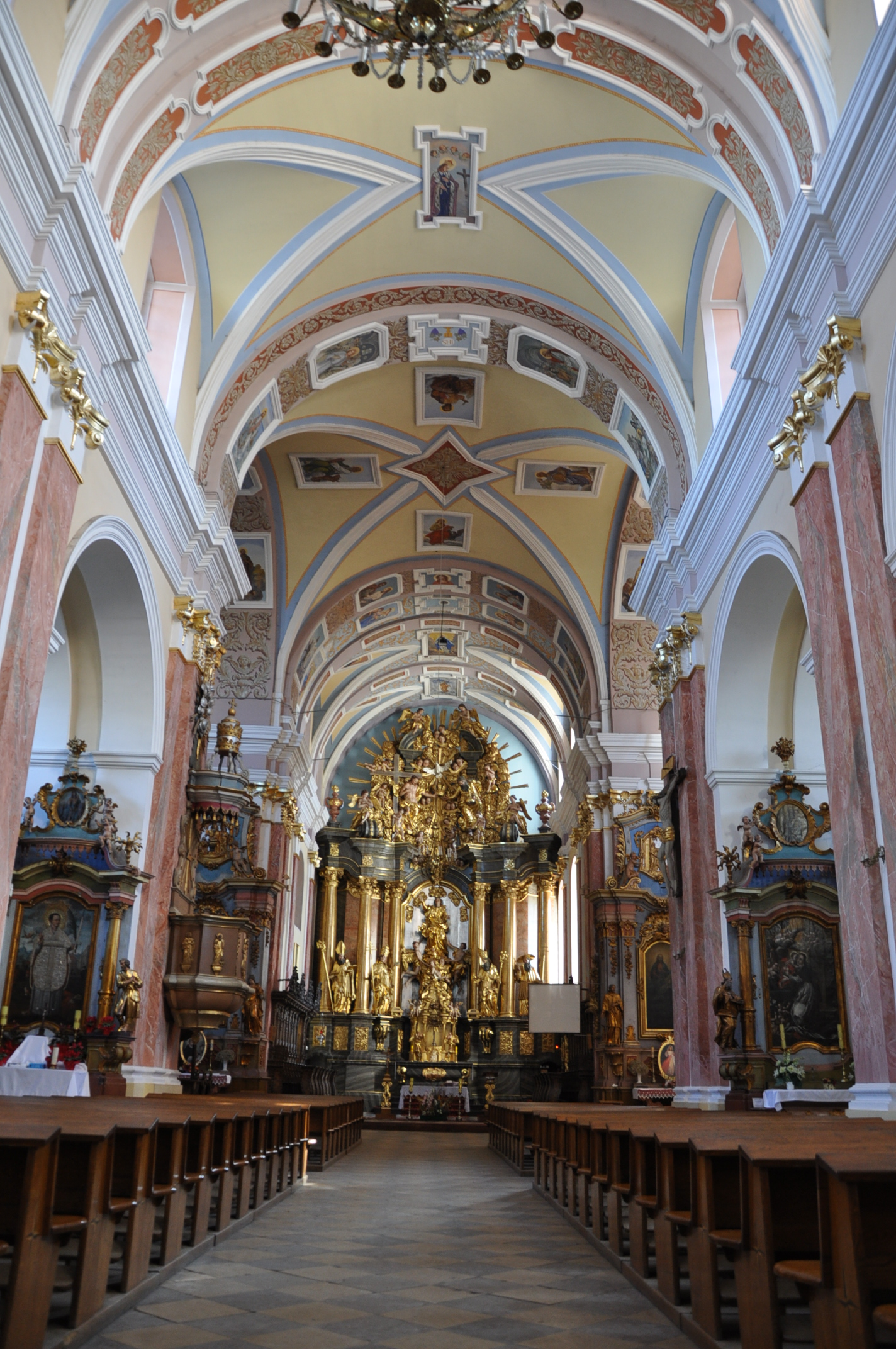
Wnętrze świątyni

Wyposażenie wnętrza kościoła pochodzi głównie z XVIII wieku i jest późnobarokowe. Znajduje się w nim łącznie jedenaście ołtarzy. Szczególnie wyróżniają się spośród nich późnobarokowy ołtarz główny, wzorowany na jasnogórskim, i dwa boczne, rokokowe. W stylu rokokowym wykonany jest także chór muzyczny. Szczególnym kultem otaczany jest słynący łaskami obraz Matki Boskiej Miłosierdzia, będący siedemnastowieczną kopią obrazu Matki Boskiej Jasnogórskiej, zwany Matką Boską Mstowską. W prawej poprzecznej nawie wisi obraz przedstawiający wręczenie przez biskupa Iwo Odrowąża aktu fundacyjnego klasztoru na tle jego XVII-wiecznej panoramy.
Na placu przykościelnym mieścił się w przeszłości cmentarz, o czym świadczy zachowany pomnik nagrobny z figurą Chrystusa Dobrego Pasterza.

### Klasztor
Od północy do kościoła przylegał trójskrzydłowy klasztor. Powstał on w okresie lokacji kościoła w XIII wieku, ale w XV i XVII wieku oraz w latach 1763–1791 był znacznie przebudowany. Jednopiętrowe południowo-wschodnie skrzydło jest późnogotyckie z nielicznymi fragmentami romańskimi, z drugiej połowy XV wieku. W skrzydle znajduje się dawny kapitularz ze zrekonstruowanym sklepieniem krzyżowym wspartym na grubym, czworobocznym filarze.
Skrzydło środkowe jest nowsze, zbudowane jednak także w stylu gotyckim. W środkowym skrzydle znajduje się późnogotycki portal z początków XVI wieku, o nadprożu zdobionym laskowaniem i motywem liści. Oryginalnie portal ten prowadził do kapitularza, ale został przeniesiony. 
Skrzydło północne pochodzi z XVIII wieku.

### Mury obronne
Zespół klasztorny otoczono w XVII wieku kamiennymi murami z dziesięcioma basztami, kordegardą oraz dwiema bramami. Przed murami utworzono wały ziemne z fosą, które zostały zniwelowane pod koniec XVII wieku.
Obecnie z obwarowań zachował się zrekonstruowany w okresie międzywojennym mur z dziewięcioma basztami. Również częścią umocnień jest południowa brama główna, która obecnie, po zamurowaniu przepustu bramnego, stanowi dzwonnicę. Po obu stronach dzwonnicy znajdują się dwie baszty, które są okrągłe u podstawy i ośmioboczne w wyższych partiach. W narożnikach murów zlokalizowane są kolejne cztery baszty, następne dwie we wschodnim odcinku murów. Dziesiąta, nie odbudowana, baszta położona była w północnej części murów. We wschodniej części murów znajdowała się dodatkowo brama gospodarcza, obecnie zamurowana. Obecnie na teren kompleksu można dostać się nową, zachodnią bramą, którą wzniesiono w XVIII wieku w stylu późnobarokowym.
W południowo-wschodnim narożu znajduje się ceglany budynek dawnej wartowni (kordegardy) w stylu barokowym z zamurowaną bramą gospodarczą.